# Guldstandarden
Man siger, at en møntfod (eller valuta) hviler på guldstandarden (eller guldfoden), hvis den er bakket op af et lager af ædelmetallet guld.
Det modsatte af en valuta med dækning af fysiske goder er en møntfod baseret på papirpenge (engelsk: fiat money - ikke relateret til det italienske bilmærke), hvor værdien af en valuta ikke er bundet til en given vare (typisk ædelmetaller), men er afledt af mængden af denne valuta i omløb (bestemt af en centralbank), i forhold til markedsefterspørgslen efter denne.

## Guldstandardens afskaffelse
Guldstandarden eller andre tilsvarende varepenge-baserede systemer har været anvendt i det meste af menneskehedens historie, inklusive i alle industrialiserede lande indtil efter depressionen, hvor den finansielle uro førte til politiske forsøg på at stabilisere økonomien ved at forlade guldfoden, ofte i forbindelse med en devaluering af den nationale valuta.
John Maynard Keynes og hans økonomiske skole, keynesianismen, var indflydelsesrige under og efter depressionen og var fortalere for guldstandardens afskaffelse.

### Bretton Woods-systemet
Guldfoden havde dog et eftermæle i form af Bretton Woods-systemet, der dannedes i juli 1944. Det havde bl.a. til formål at holde de internationale valutakurser stabile og at sørge for, at bankerne havde mulighed for at konvertere deres amerikanske dollar til guld. Bretton Woods-systemet brød sammen i 1971, da Richard Nixon fjernede denne mulighed, hvilket kendes som "The Nixon Shock" eller i jargon "at guldvinduet blev lukket". Konsekvensen af dette var, at realværdien af dollaren faldt kraftigt, så guldprisen gik fra 35 til 180 dollar pr. ounce guld i 1974. Nogle teoretikere mener også, at den valutauro, som affødtes af bruddet med den internationale fastkurspolitik, var medvirkende årsager til oliekriserne i 1970'erne.

## Guldstandard og inflation
Et væsentligt problem ved en guldstandard er, at det generelle prisniveau og dermed udviklingen i inflation og deflation i høj grad vil komme til at afhænge af globale guldfund. I en situation, hvor det globale udbud af guld er uændret, men det samlede vareudbud stiger som følge af økonomisk vækst, vil priserne nødvendigvis skulle falde; hvis der omvendt pludselig foretages et stort guldfund, vil det medføre inflation. Det bliver dermed umuligt for verdens centralbanker at føre pengepolitik for at styre prisernes udvikling.